# Glypta runcinata
Glypta runcinata là một loài tò vò trong họ Ichneumonidae.